# Коренівка (обгінний пункт)
Коренíвка (біл. Каранё́ўка) — обгінний пункт Гомельського відділення Білоруської залізниці на неелектрифікованій лінії Бахмач — Гомель між зупинним пунктом Соколка (5,6 км) та станцією Лисички (5 км). 
Розташований на околиці однойменного села Коренівка Гомельського району Гомельської області.

## Пасажирське сполучення
На обгінному пункту Коренівка зупиняються поїзди регіональних ліній економ-класу сполученням: 
- Гомель — Круговець
- Гомель — Куток
- Гомель — Терехівка.